# أل هيلد
أل هيلد (بالإنجليزية: Al Held)‏ هو فنان ورسام أمريكي، ولد في 12 أكتوبر 1928 في بروكلين في الولايات المتحدة، وتوفي في 27 يوليو 2005 في إيطاليا.